# Wahlkreis Giugliano in Campania (Camera dei deputati)
Der Wahlkreis Giugliano in Campania war von 1993 bis 2005 und ist seit 2017 wieder ein Wahlkreis (italienisch collegio elettorale) für die Wahl der Abgeordnetenkammer.

## Von 1993 bis 2005

### Wahlkreisgebiet
Der Wahlkreis umfasste 3 Gemeinden (Giugliano in Campania, Quarto und Villaricca).

### Wahlergebnisse

#### Parlamentswahl 1994

##### Direktstimmen
| Kandidaten               | Kandidaten             | Parteien                                          | Stimmen | %    |
| ------------------------ | ---------------------- | ------------------------------------------------- | ------- | ---- |
|                          | Vincenzo Basilegewählt | Polo del Buon Governo (FI – AN – CCD – UdC – PLD) | 26.137  | 38,1 |
|                          | Teresa Vitale          | Progressisti                                      | 25.727  | 37,5 |
|                          | Luigi D’Aniello        | Patto per l’Italia                                | 11.325  | 16,5 |
|                          | Vincenzo Granata       | Lista Marco Pannella – Riformatori                | 5.436   | 7,9  |
| Gesamt                   | Gesamt                 | Gesamt                                            | 68.625  | 100  |
|                          |                        |                                                   |         |      |
| Ungültige Stimmen        | Ungültige Stimmen      | Ungültige Stimmen                                 | 5.076   | 6,9  |
| Wähler                   | Wähler                 | Wähler                                            | 73.701  | 81,7 |
| Wahlberechtigte          | Wahlberechtigte        | Wahlberechtigte                                   | 90.202  |      |
|                          |                        |                                                   |         |      |
| Quelle: Innenministerium |                        |                                                   |         |      |

##### Listenstimmen
| Parteien                             | Parteien                      | Parteien                           | Stimmen | %    |
| ------------------------------------ | ----------------------------- | ---------------------------------- | ------- | ---- |
|                                      | Progressisti                  | Partito Democratico della Sinistra | 15.864  | 23,3 |
| Partito della Rifondazione Comunista | Progressisti                  | 5.871                              | 8,6     |      |
| Federazione dei Verdi                | Progressisti                  | 2.394                              | 3,5     |      |
| Partito Socialista Italiano          | Progressisti                  | 1.323                              | 1,9     |      |
| Rinascita Socialista                 | Progressisti                  | 905                                | 1,3     |      |
| Alleanza Democratica                 | Progressisti                  | 634                                | 0,9     |      |
| La Rete                              | Progressisti                  | 568                                | 0,8     |      |
| ↳ Gesamt                             | Progressisti                  | 27.559                             | 40,5    |      |
|                                      | Polo del Buon Governo         | Forza Italia                       | 14.597  | 21,4 |
| Alleanza Nazionale                   | Polo del Buon Governo         | 12.953                             | 19,0    |      |
| ↳ Gesamt                             | Polo del Buon Governo         | 27.550                             | 40,5    |      |
|                                      | Patto per l’Italia            | Patto Segni                        | 3.857   | 5,7  |
| Partito Popolare Italiano            | Patto per l’Italia            | 3.793                              | 5,6     |      |
| ↳ Gesamt                             | Patto per l’Italia            | 7.650                              | 11,2    |      |
|                                      | Lista Marco Pannella          | Lista Marco Pannella               | 3.339   | 4,9  |
|                                      | Programma Italia              | Programma Italia                   | 1.239   | 1,8  |
|                                      | Alleanza Meridionale          | Alleanza Meridionale               | 268     | 0,4  |
|                                      | L’Arca                        | L’Arca                             | 250     | 0,4  |
|                                      | Unione Cristiani e Riformisti | Unione Cristiani e Riformisti      | 125     | 0,2  |
|                                      | Democrazia e Rinnovamento     | Democrazia e Rinnovamento          | 91      | 0,1  |
| Gesamt                               | Gesamt                        | Gesamt                             | 68.071  | 100  |
|                                      |                               |                                    |         |      |
| Ungültige Stimmen                    | Ungültige Stimmen             | Ungültige Stimmen                  | 5.630   | 7,6  |
| Wähler                               | Wähler                        | Wähler                             | 73.701  | 81,7 |
| Wahlberechtigte                      | Wahlberechtigte               | Wahlberechtigte                    | 90.202  |      |
|                                      |                               |                                    |         |      |
| Quelle: Innenministerium             |                               |                                    |         |      |

#### Parlamentswahl 1996

##### Direktstimmen
| Kandidaten               | Kandidaten              | Parteien            | Stimmen | %    |
| ------------------------ | ----------------------- | ------------------- | ------- | ---- |
|                          | Raffaele Cananzigewählt | L’Ulivo             | 34.456  | 47,2 |
|                          | Vincenzo Basile         | Polo per le Libertà | 33.395  | 45,7 |
|                          | Giuseppe Spina          | Fiamma Tricolore    | 2.641   | 3,6  |
|                          | Nunzio Raimondo         | Partito Socialista  | 2.504   | 3,4  |
| Gesamt                   | Gesamt                  | Gesamt              | 72.996  | 100  |
|                          |                         |                     |         |      |
| Ungültige Stimmen        | Ungültige Stimmen       | Ungültige Stimmen   | 5.548   | 7,1  |
| Wähler                   | Wähler                  | Wähler              | 78.544  | 77,8 |
| Wahlberechtigte          | Wahlberechtigte         | Wahlberechtigte     | 100.980 |      |
|                          |                         |                     |         |      |
| Quelle: Innenministerium |                         |                     |         |      |

##### Listenstimmen
| Parteien                                          | Parteien                             | Parteien                             | Stimmen | %    |
| ------------------------------------------------- | ------------------------------------ | ------------------------------------ | ------- | ---- |
|                                                   | Polo per le Libertà                  | Forza Italia                         | 20.438  | 28,1 |
| Alleanza Nazionale                                | Polo per le Libertà                  | 12.880                               | 17,7    |      |
| CCD – CDU                                         | Polo per le Libertà                  | 3.376                                | 4,6     |      |
| ↳ Gesamt                                          | Polo per le Libertà                  | 36.694                               | 50,4    |      |
|                                                   | L’Ulivo                              | Partito Democratico della Sinistra   | 16.445  | 22,6 |
| Popolari per Prodi (PPI – SVP – PRI – UD – Prodi) | L’Ulivo                              | 4.734                                | 6,5     |      |
| Federazione dei Verdi                             | L’Ulivo                              | 1.997                                | 2,7     |      |
| Rinnovamento Italiano                             | L’Ulivo                              | 1.939                                | 2,7     |      |
| ↳ Gesamt                                          | L’Ulivo                              | 25.115                               | 34,5    |      |
|                                                   | Partito della Rifondazione Comunista | Partito della Rifondazione Comunista | 7.475   | 10,3 |
|                                                   | Partito Socialista                   | Partito Socialista                   | 1.273   | 1,7  |
|                                                   | Fiamma Tricolore                     | Fiamma Tricolore                     | 1.027   | 1,4  |
|                                                   | Lista Pannella – Sgarbi              | Lista Pannella – Sgarbi              | 945     | 1,3  |
|                                                   | Democrazia Sociale                   | Democrazia Sociale                   | 170     | 0,2  |
|                                                   | Sviluppo e Legalità                  | Sviluppo e Legalità                  | 125     | 0,2  |
| Gesamt                                            | Gesamt                               | Gesamt                               | 72.824  | 100  |
|                                                   |                                      |                                      |         |      |
| Ungültige Stimmen                                 | Ungültige Stimmen                    | Ungültige Stimmen                    | 5.720   | 7,3  |
| Wähler                                            | Wähler                               | Wähler                               | 78.544  | 77,8 |
| Wahlberechtigte                                   | Wahlberechtigte                      | Wahlberechtigte                      | 100.980 |      |
|                                                   |                                      |                                      |         |      |
| Quelle: Innenministerium                          |                                      |                                      |         |      |

#### Parlamentswahl 2001

##### Direktstimmen
| Kandidaten               | Kandidaten           | Parteien           | Stimmen | %    |
| ------------------------ | -------------------- | ------------------ | ------- | ---- |
|                          | Antonio Russogewählt | Casa delle Libertà | 42.627  | 50,3 |
|                          | Felice Antonio Iossa | L’Ulivo            | 30.184  | 35,6 |
|                          | Domenico Pirozzi     | Democrazia Europea | 4.757   | 5,6  |
|                          | Alfiero Castrese     | Lista Di Pietro    | 3.684   | 4,3  |
|                          | Tiberio Sette        | Fiamma Tricolore   | 1.972   | 2,3  |
|                          | Carlo Castrogiovanni | Lista Emma Bonino  | 1.489   | 1,8  |
| Gesamt                   | Gesamt               | Gesamt             | 84.713  | 100  |
|                          |                      |                    |         |      |
| Ungültige Stimmen        | Ungültige Stimmen    | Ungültige Stimmen  | 13.103  | 13,4 |
| Wähler                   | Wähler               | Wähler             | 97.816  | 83,2 |
| Wahlberechtigte          | Wahlberechtigte      | Wahlberechtigte    | 117.512 |      |
|                          |                      |                    |         |      |
| Quelle: Innenministerium |                      |                    |         |      |

##### Listenstimmen
| Parteien                               | Parteien                             | Parteien                             | Stimmen | %    |
| -------------------------------------- | ------------------------------------ | ------------------------------------ | ------- | ---- |
|                                        | Casa delle Libertà                   | Forza Italia                         | 38.662  | 45,3 |
| Alleanza Nazionale                     | Casa delle Libertà                   | 9.926                                | 11,6    |      |
| CCD – CDU                              | Casa delle Libertà                   | 1.744                                | 2,0     |      |
| Nuovo PSI                              | Casa delle Libertà                   | 740                                  | 0,9     |      |
| ↳ Gesamt                               | Casa delle Libertà                   | 51.072                               | 59,8    |      |
|                                        | L’Ulivo                              | Democratici di Sinistra              | 13.958  | 16,3 |
| La Margherita (Dem – PPI – RI – Udeur) | L’Ulivo                              | 5.331                                | 6,2     |      |
| Il Girasole (FdV – SDI)                | L’Ulivo                              | 3.030                                | 3,5     |      |
| Partito dei Comunisti Italiani         | L’Ulivo                              | 1.601                                | 1,9     |      |
| ↳ Gesamt                               | L’Ulivo                              | 23.920                               | 28,0    |      |
|                                        | Partito della Rifondazione Comunista | Partito della Rifondazione Comunista | 4.237   | 5,0  |
|                                        | Lista Di Pietro                      | Lista Di Pietro                      | 2.341   | 2,7  |
|                                        | Democrazia Europea                   | Democrazia Europea                   | 1.929   | 2,3  |
|                                        | Lista Emma Bonino                    | Lista Emma Bonino                    | 1.063   | 1,2  |
|                                        | Fiamma Tricolore                     | Fiamma Tricolore                     | 608     | 0,7  |
|                                        | Forza Nuova                          | Forza Nuova                          | 112     | 0,1  |
|                                        | Paese Nuovo                          | Paese Nuovo                          | 101     | 0,1  |
|                                        | Abolizione Scorporo                  | Abolizione Scorporo                  | 50      | 0,1  |
| Gesamt                                 | Gesamt                               | Gesamt                               | 85.433  | 100  |
|                                        |                                      |                                      |         |      |
| Ungültige Stimmen                      | Ungültige Stimmen                    | Ungültige Stimmen                    | 12.386  | 12,7 |
| Wähler                                 | Wähler                               | Wähler                               | 97.819  | 83,2 |
| Wahlberechtigte                        | Wahlberechtigte                      | Wahlberechtigte                      | 117.512 |      |
|                                        |                                      |                                      |         |      |
| Quelle: Innenministerium               |                                      |                                      |         |      |

## Von 2017 bis 2020

### Wahlkreisgebiet
Der Wahlkreis umfasste Gemeinden: 

### Wahlergebnisse

#### Parlamentswahl 2018
| Kandidaten               | Kandidaten               | Stimmen | %    | Listen                                      | Stimmen | %    |
| ------------------------ | ------------------------ | ------- | ---- | ------------------------------------------- | ------- | ---- |
|                          | Salvatore Micillogewählt | 87.829  | 57,9 | Movimento 5 Stelle                          | 87.829  | 57,9 |
|                          | Palmira Fele             | 39.538  | 26,1 | Forza Italia                                | 27.707  | 18,3 |
| Lega                     | Palmira Fele             | 39.538  | 26,1 | 5.220                                       | 3,4     |      |
| Noi con l’Italia – UDC   | Palmira Fele             | 39.538  | 26,1 | 3.779                                       | 2,5     |      |
| Fratelli d’Italia        | Palmira Fele             | 39.538  | 26,1 | 2.832                                       | 1,9     |      |
|                          | Giuseppe Pellegrino      | 15.656  | 10,3 | Partito Democratico                         | 13.378  | 8,8  |
| Italia Europa Insieme    | Giuseppe Pellegrino      | 15.656  | 10,3 | 1.073                                       | 0,7     |      |
| +Europa                  | Giuseppe Pellegrino      | 15.656  | 10,3 | 957                                         | 0,6     |      |
| Civica Popolare          | Giuseppe Pellegrino      | 15.656  | 10,3 | 248                                         | 0,2     |      |
|                          | Arcangelo Palumbo        | 4.762   | 3,1  | Liberi e Uguali                             | 4.762   | 3,1  |
|                          | Mauro Romualdo           | 2.108   | 1,4  | Potere al Popolo!                           | 2.108   | 1,4  |
|                          | Antonietta Cerqua        | 585     | 0,4  | CasaPound Italia                            | 585     | 0,4  |
|                          | Vincenzo Riccio          | 544     | 0,4  | Il Popolo della Famiglia                    | 544     | 0,4  |
|                          | Salvatore Pacella        | 442     | 0,3  | Italia agli Italiani (FT – FN)              | 442     | 0,3  |
|                          | Livio Barbagallo         | 155     | 0,1  | Per una Sinistra Rivoluzionaria (SCR – PCL) | 155     | 0,1  |
| Gesamt                   | Gesamt                   | 151.619 | 100  |                                             | 151.619 | 100  |
|                          |                          |         |      |                                             |         |      |
| Ungültige Stimmen        | Ungültige Stimmen        | 3.441   | 2,2  |                                             |         |      |
| Wähler                   | Wähler                   | 155.060 | 65,5 |                                             |         |      |
| Wahlberechtigte          | Wahlberechtigte          | 236.861 |      |                                             |         |      |
|                          |                          |         |      |                                             |         |      |
| Quelle: Innenministerium |                          |         |      |                                             |         |      |

## Seit 2020

### Wahlkreisgebiet
| Wahlkreise – Camera dei deputati – Kampanien | Wahlkreise – Camera dei deputati – Kampanien | Wahlkreise – Camera dei deputati – Kampanien |
| Provinz                                      | Provinz                                      | Gemeinden nach Provinzen ⮞ Wahlkreis |
| -------------------------------------------- | -------------------------------------------- | --- |
|                                              | Metropolitanstadt Neapel (92 Gemeinden)      | Teil Neapels ⮞ Wahlkreis Neapel – Fuorigrotta Teil Neapels ⮞ Wahlkreis Neapel – San Carlo all’Arena 13 ⮞ Wahlkreis Acerra 14 ⮞ Wahlkreis Casoria 16 ⮞ Wahlkreis Giugliano in Campania 28 ⮞ Wahlkreis Somma Vesuviana 20 ⮞ Wahlkreis Torre del Greco |
|                                              | Provinz Avellino (118 Gemeinden)             | alle ⮞ Wahlkreis Avellino |
|                                              | Provinz Benevento (78 Gemeinden)             | alle ⮞ Wahlkreis Benevento |
|                                              | Provinz Caserta (104 Gemeinden)              | 24 ⮞ Wahlkreis Caserta 52 ⮞ Wahlkreis Aversa 28 ⮞ Wahlkreis Benevento |
|                                              | Provinz Salerno (158 Gemeinden)              | 20 ⮞ Wahlkreis Salerno 112 ⮞ Wahlkreis Eboli 26 ⮞ Wahlkreis Scafati |

Der Wahlkreis umfasst 16 Gemeinden der Metropolitanstadt Neapel.

### Wahlergebnisse

#### Parlamentswahl 2022
| Kandidaten                          | Kandidaten          | Stimmen | %    | Listen                                                  | Stimmen | %    |
| ----------------------------------- | ------------------- | ------- | ---- | ------------------------------------------------------- | ------- | ---- |
|                                     | Antonio Casogewählt | 77.445  | 42,6 | Movimento 5 Stelle                                      | 77.445  | 42,6 |
|                                     | Domenico Brescia    | 55.171  | 30,3 | Fratelli d’Italia                                       | 31.203  | 17,1 |
| Forza Italia                        | Domenico Brescia    | 55.171  | 30,3 | 18.072                                                  | 9,9     |      |
| Lega per Salvini Premier            | Domenico Brescia    | 55.171  | 30,3 | 4.820                                                   | 2,6     |      |
| Noi Moderati                        | Domenico Brescia    | 55.171  | 30,3 | 1.076                                                   | 0,6     |      |
|                                     | Fiorella Zabatta    | 34.415  | 18,9 | Partito Democratico – Italia Democratica e Progressista | 23.783  | 13,1 |
| Alleanza Verdi e Sinistra           | Fiorella Zabatta    | 34.415  | 18,9 | 4.666                                                   | 2,6     |      |
| +Europa                             | Fiorella Zabatta    | 34.415  | 18,9 | 3.310                                                   | 1,8     |      |
| Impegno Civico – Centro Democratico | Fiorella Zabatta    | 34.415  | 18,9 | 2.656                                                   | 1,5     |      |
|                                     | Vincenzo Daniele    | 7.245   | 4,0  | Azione – Italia Viva                                    | 7.245   | 4,0  |
|                                     | Francesca Licata    | 3.620   | 2,0  | Unione Popolare                                         | 3.620   | 2,0  |
|                                     | Simona Boccuti      | 2.302   | 1,3  | Italexit per l’Italia                                   | 2.302   | 1,3  |
|                                     | Carlo Coppola       | 1.241   | 0,7  | Italia Sovrana e Popolare                               | 1.241   | 0,7  |
|                                     | Francesco Santoro   | 564     | 0,3  | Noi di Centro – Europeisti                              | 564     | 0,3  |
| Gesamt                              | Gesamt              | 182.003 | 100  |                                                         | 182.003 | 100  |
|                                     |                     |         |      |                                                         |         |      |
| Ungültige Stimmen                   | Ungültige Stimmen   | 5.834   | 3,1  |                                                         |         |      |
| Wähler                              | Wähler              | 187.837 | 49,3 |                                                         |         |      |
| Wahlberechtigte                     | Wahlberechtigte     | 381.346 |      |                                                         |         |      |
|                                     |                     |         |      |                                                         |         |      |
| Quelle: Innenministerium            |                     |         |      |                                                         |         |      |